# TRT Çocuk
TRT Çocuk est une chaîne de télévision publique turque appartenant au groupe Radio-télévision de Turquie (TRT).

## Histoire
Lancée en 1990, TRT 4 diffusait des documentaires, des cours particuliers, des programmes musicaux, et n'émettait que 18h par jour. 
Depuis le 24 octobre 2008, elle est devenue TRT Çocuk, qui diffuse pendant la journée des émissions consacrées à la jeunesse.
Néanmoins, TRT 4 est totalement absorbée par TRT Müzik diffusant à partir de 21h et jusqu'à 6h, reprenant alors la diffusion de TRT Çocuk en journée, et ce depuis le 31 janvier 2011.